# Памятник Ленину (сквер Ленина, Уфа)
Памятник Ленину находится в центре Уфы в сквере Ленина на пересечении улиц Коммунистической и Ленина. Представляет собой «сидячий» памятник Ленину на постаменте. Сзади него возвышается стела с земным шаром.

## История
Первый памятник был установлен 7 ноября 1924 года. Автором этого памятника был И. А. Менделевич. Это был один из первых памятников Ленину в стране. Ленин был изображён в полный рост, на постаменте его установили мемориальную доску с надписью: «В. И. Ленину, трудящиеся г. Уфы. 1 мая 1924 года». Автором проекта памятника и руководителем строительства являлся техник-строитель (позже главный архитектор Уфы, Ташкента и Куйбышева) Д. М. Ларионов.
При строительстве памятника были использованы мраморные надгробия XVIII столетия.
На следующий год вокруг памятника был разбит сквер, специально для этого из Ленинграда был приглашён садовник Таврического сада.

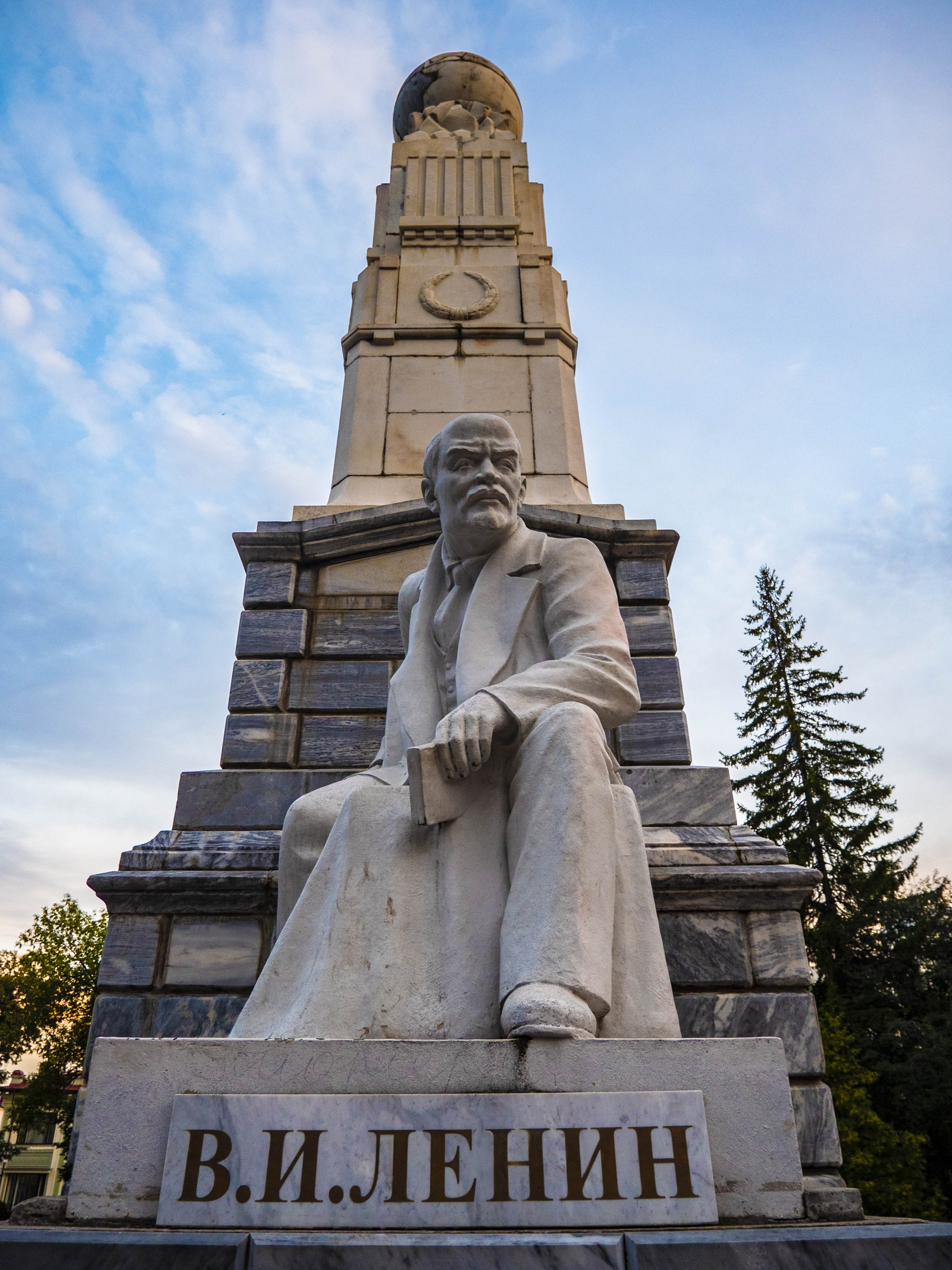
Фигура Ленина крупным планом

В 1939 г. в Уфе побывал скульптор С. Д. Меркуров, председатель общероссийской комиссии по проверке состояния памятников Ленину. По его решению скульптура Менделевича была заменена на типовую бетонную копию работы самого Меркурова, а оригинал был перенесён на производственную территорию завода «Гидравлика».
Когда памятник пришёл в аварийное состояние, в 1987 было решено заменить его на гранитный. Точную копию Ленина заказали у ленинградских скульпторов. Однако из-за финансовых сложностей в перестроечный период скульптура не была выкуплена. Более двух десятилетий в сквере на стеле красовался один лишь глобус, как символ утверждения идей марксизма-ленинизма во всём мире. Символические цепи, опоясавшие земной шар, над территорией СССР были разорваны.
Решение о возвращении памятника Ленину на прежнее историческое место приняли депутаты городского совета 27 апреля 2011 года в ответ на обращения граждан. Восстановление монумента оплатили спонсоры. Автором обновлённого проекта выступил уфимский скульптор Халит Галимуллин.
31 октября 2011 года обновлённый памятник был установлен, став одним из первых памятников Ленину, открытых в России в XXI веке.
Официальное открытие памятника состоялось 2 ноября 2011 года. В нём принимали участие официальные лица города Уфы и некоторые политические деятели, в том числе руководитель КПРФ Геннадий Зюганов.